# Stylidium macrocarpum
Stylidium macrocarpum este o specie de plante dicotiledonate din genul Stylidium, familia Stylidiaceae, ordinul Asterales. A fost descrisă pentru prima dată de George Bentham, și a primit numele actual de la R. Erickson och Amp; J. H. Willis. Conform Catalogue of Life specia Stylidium macrocarpum nu are subspecii cunoscute.